# 景徳皇后
景徳皇后（けいとくこうごう、? - 384年正月以前）は、前燕の景昭帝慕容儁の昭儀（側室）。姓は段氏。後燕の成武帝慕容垂により皇后を追贈された。

## 生涯・死後
慕容儁の後宮に入り、昭儀となった。男子はなかった。384年正月以前に死去した。
384年に慕容垂は燕王を自称、後燕を創建した。慕容垂は、慕容儁の本来の皇后である可足渾氏（景昭皇后）に代えて、亡き妻と同族の段氏に景徳皇后の諡号を贈って慕容儁の宗廟に配享した。

## 伝記資料
- 『晋書』載記
- 『十六国春秋』
- 『資治通鑑』